# TLC (banda)
TLC es un grupo musical femenino estadounidense de R&B que se formó con Tionne "T-Boz" Watkins, Lisa "Left Eye" Lopes y Rozonda "Chilli" Thomas en Atlanta, en 1991. Lanzaron su debut Ooooooohhh... On the TLC Tip en 1992. Su imagen sexy y estrafalaria y su sonido las hicieron populares en los medios de comunicación, convirtiéndose en una de las bandas más populares de los 90. 
TLC se disolvió en 2000, pero se reagruparon en el 2002. Por desgracia, Lopes murió en un accidente de coche, mientras disfrutaba de un aislamiento del mundo y grababa un documental para sus aficionados en Honduras.
TLC fue certificado por la RIAA y la Billboard como el segundo grupo femenino que más discos ha vendido en la historia, solamente superado hace poco por las Dixie Chicks. Su segundo álbum, CrazySexyCool, de 1994, fue el primero de un grupo femenino en entregársele el disco de diamante por ventas superiores a los once millones de copias. El álbum contuvo éxitos como "Creep", "Waterfalls" (que alcanzaron la primera posición de los Billboard Hot 100) y "Red Light Special", que logró alcanzar la segunda posición. En 2006, la Billboard las catalogó como uno de los tríos más grandiosos en la historia de la música.
TLC también se caracterizó por protagonizar diversos escándalos. Al comienzo de su carrera, en 1992, fueron muy criticadas por el uso de condones en sus atuendos. En 1994, después de salir a la venta CrazySexyCool, se declararon en quiebra, alegando mal manejo por parte de sus representantes y su discográfica. También arrestaron a Lisa "Left Eye" Lopes por causar un incendio en la residencia de su entonces novio, luego de que él le fuera infiel.
En 1999 grabaron su tercer álbum de estudio, FanMail dedicado a sus fanáticos que durante su hiato les enviaron correspondencia por sus méritos artísticos y personales. El álbum contiene el sencillo más exitoso del grupo hasta la fecha, "No Scrubs" que alcanzó la primera posición de los Billboard Hot 100, al igual que el segundo sencillo del álbum, "Unpretty".
Finalmente la suerte se ensañó con Lopes en 2002, meses antes de lanzar su cuarto álbum de estudio 3D. En abril de ese año, Lisa tuvo un trágico accidente automovilístico en Honduras, lo que le ocasionó la muerte. Meses después, T-Boz y Chili lanzaron el álbum y lo promocionaron como dúo. El disco recibió buenas críticas, pero no gozó de los logros de sus anteriores placas. 
En 2005 las chicas presentaron un reality show en los Estados Unidos llamado R U The Girl, el cual daba como premio grabar una canción y presentarla en vivo con TLC. En la actualidad T-Boz y Chilli han continuado el legado del grupo en distintos eventos, giras, entrevistas y álbumes recopilatorios, grabando su último álbum en 2017, de nombre homónimo.

## Carrera

### 2nd Nature
En 1990 en la ciudad de Atlanta la joven Crystal Jones convocó a dos jóvenes más a formar parte de un trío al que llamaría 2nd Nature, este llamamiento fue atendido por Tionne Watkins nativa de Des Moines en el estado de Iowa, que vivía en Atlanta desde pequeña y Lisa Lopes que recién llegaba de su natal Filadelfia, con solo un teclado y US$750. El trío rápidamente comenzó a colaborar con varias compañías, entre ellas Pebbitone, compañía formada por la cantante de R&B Perri "Pebbles" Reid, impresionada por el talento de las chicas, Reid les cambió el nombre, llamándolas TLC y las llevó a colaborar con LaFace Records, compañía fundada por los productores Kenneth "BabyFace" Edmonds y Antonio "LA" Reid, en ese entonces esposo de "Pebbles". Los productores vieron el potencial que había en Watkins y Lopes, pero dudaron del talento de Jones y decidieron reemplazarla por la bailarina y cantante Rozonda Thomas, las chicas firmaron contrato con LaFace Records mediante un acuerdo con "Pebbles" que pasaría a ser su representante, y casi inmediatamente después entraron al estudio de grabación a preparar lo que sería su primer disco, para este trabajo se reunieron con productores muy prestigiosos en la industria como "LA" Reid, Babyface, Dallas Austin, Jermaine Dupri y Marley Marl. TLC también cantó para el tema principal de la exitosa serie del canal Nickelodeon All That.

### Ooooooohhh... On The TLC Tip (1992-1994)
El primer álbum de estudio de TLC Ooooooohhh... On The TLC Tip fue lanzado en febrero de 1992, las canciones del disco estaban impregnadas de Funk (Watkins), Rap (Lopes) y R&B (Thomas), similar al "New Jack Swing" sonido popularizado por el productor Terry Riley en la década de los 80's. El álbum fue muy bien recibido por la crítica y exitoso comercialmente hablando, siendo certificado cuádruple platino en tan solo un año y con tres sencillos que alcanzaron el top 10 dentro del Billboard Hot 100 "Ain't 2 Proud 2 Beg", "Baby-Baby-Baby" y "What About Your Friends".
Las letras de este disco escritas en su mayoría por Lopes y Dallas Austin, eran juguetonas y entonaban himnos hacia el poder de la mujer interpretados por nasales y divertidos raps de Lisa, las bajas notas de Watkins y las poderosas notas de Thomas, además de la fórmula de videos coloridos con estrafalarios atuendos, entre ellos condones que usaba cada chica en su ropa y que Lopes puso en el lente izquierdo de sus anteojos.
Durante su primera gira nacional abriendo los shows de MC Hammer, Lopes y Thomas descubrieron que Watkins sufría de anemia falciforme, una enfermedad en la sangre que debilita el cuerpo y baja las defensas, Watkins se convirtió en portavoz del Sickle Cell Disease Association of America. Como conclusión de esta gira las TLC decidieron tomar un mayor control sobre su carrera y decidieron despedir a Perri Reid como representante. Reid las liberó del contrato, pero el grupo decidió firmar con Pebbitone y así Perri continuó recibiendo parte de las ganancias.
En 1993 interpretaron al grupo Sex As A Weapon en la película de New Line Cinema "House Party 3".
Ese mismo año, versionaron la canción "Get It Up" de The Times para la banda sonora de la película Poetic Justice, protagonizada por los también cantantes Janet Jackson y Tupac Shakur, este último que se rumora también habría tenido una relación con la integrante Lisa «Left Eye» Lopes.

### CrazySexyCool (1994-1996)
Lisa comenzó a salir con el futbolista de los Falcons de Atlanta Andre Rison después de promocionar su primer disco y para 1994 ya vivían juntos en la casa del futbolista, la relación de la pareja se caracterizó por ser un tanto tormentosa, llegando a las agresiones físicas, tanto así que Lopes presentó cargos contra Rison en septiembre de 1993. Rison negó los cargos, Lopes también estaba luchando contra el alcoholismo debido a que consumía bebidas alcohólicas desde temprana edad. Después de una acalorada pelea a tempranas horas del 9 de junio de 1994, Lopes alegando que estaba bajo los efectos del alcohol, llevó varios pares de zapatos del futbolista y los metió en la bañera prendiéndoles fuego, inmediatamente la casa ardió en llamas y los bomberos no pudieron salvarla, Lopes fue arrestada y sentenciada a 5 años de libertad condicional y la hicieron entrar a un programa de rehabilitación. Rison y Lopes se reconciliaron y tuvieron una relación intermitente durante los próximos años.
En otoño de 1994 el grupo entró nuevamente al estudio de grabación con Dallas Austin, Jermaine Dupri, Perri Reid, Organized Noise y Sean "Puffy" Combs para grabar su segundo álbum CrazySexyCool. Lopes salía de rehabilitación para poder grabar, pero debido a su tratamiento el disco contó con menos participaciones de la rapera. La grabación se concentró en más colaboraciones por parte de Thomas y Watkins, logrando así un sonido más suave y audaz, similar al éxito de su primer álbum "Baby-Baby-Baby".
Los cuatro sencillos de CrazySexyCool alcanzaron el top 5 dentro del Billboard Hot 100, "Creep" y "Waterfalls" llegaron al #1, mientras "Red Light Special" alcanzó el #2 y "Diggin' on You" llegó al #5. "Waterfalls" una canción con arreglos de soul de la vieja escuela, es un tema con gran significado social, critica el consumo de drogas y el sexo sin protección, mostrando en su vídeo las consecuencias de estos comportamientos, esta canción se convirtió en el mayor éxito del grupo y las puso al tope de las listas de Billboard y MTV durante varias semanas.
CrazySexyCool vendería más de 11 millones de copias certificándolo como uno de los 7 discos de R&B en recibir disco de diamante en toda la historia, además de eso ganaron el premio Grammy en 1996 en la categoría de Mejor Álbum R&B, sin embargo muchos se sorprendieron cuando el grupo se declaró en bancarrota a mediados de 1995 en la misma premiación.

### FanMail (1997-2000)
El trabajo previo al tercer álbum de TLC, FanMail, se retrasó cuando una fricción se presentó entre el grupo y su principal productor Dallas Austin (que en ese tiempo salía con Chilli) quien quería $ 4,2 millones de dólares y el control creativo para trabajar en el proyecto, dando lugar a un enfrentamiento entre el productor y las integrantes. Durante este período, Thomas apareció en la película independiente HavPlenty y Watkins coprotagonizó la película Belly de Hype Williams (quien más tarde dirigiría el vídeo "No Scrubs") con los raperos Nas y DMX. Watkins hizo una canción en solitario a finales de 1996 llamada "Touch Myself". Lopes comenzó a producir bajo el nombre de Lopes Productions a un grupo llamado "Blaque", un grupo de R&B femenino parecido a TLC. Ella también apareció en la versión remix de "Not Tonight" con Lil 'Kim, Missy "Misdemeanor" Elliott, Da Brat y Angie Martínez, que obtuvo una nominación al Grammy por la Mejor Interpretación Rap por un Dúo, Banda o Grupo en 1998.
Con el tiempo TLC comenzó a trabajar con otros productores para el álbum FanMail, hasta que finalmente se hizo una negociación con Austin, quien produjo la mayor parte de FanMail y le dio al álbum una sensación más futurista basada en el pop. FanMail fue otro éxito para TLC, que debutó en el #1 en el Billboard 200 y logró vender más de 6 millones de copias en los Estados Unidos. El álbum incluía el hit "No Scrubs", producido por Kevin "She'kspere" Briggs , y "Unpretty", una canción estilo rock alternativo sobre el amor propio escrito por Watkins y Dallas Austin.
Los videos de ambas canciones tuvieron muchísima publicidad en las cadenas MTV y BET, y tres sencillos más fueron enviados a las radios: "Silly Ho", "I'm Good at Being Bad", y la balada "Dear Lie". Al igual que CrazySexyCool, FanMail ganó el Grammy al Mejor Álbum R & B del año 2000 y el Premio Grammy a la Mejor banda R&B por un Dúo o Grupo con Vocales por "No Scrubs". El grupo realizó una gira mundial llamada simplemente "FanMail Tour". Mientras que la primera etapa de la gira se vendió poco e hizo que el grupo perdiera $500,000 dólares, la mayor parte de la segunda etapa se agotaron todas las entradas. El grupo tuvo una cobertura especial por PayPerView en su gira que en ese momento se convirtió en la más taquillera por Televisión de paga. El tour llegó a recaudar más de $ 72,8 millones de dólares de acuerdo a Billboard y se convirtió en la mayor gira más vendida por un grupo femenil.
Durante y después del lanzamiento de FanMail, Lopes dio a conocer a la prensa en múltiples ocasiones que sentía que no podía expresarse plenamente al estar con TLC y Austin. Sus contribuciones a las canciones habían sido reducidas a periódicos de ocho compases raps, y a menudo cantantes de sesión de estudio, tales como Debra Killings tomaban su lugar en los coros para las canciones del grupo. En la edición del 28 de noviembre de 1999 el Entertainment Weekly publicó una carta de Lopes que desafiaba a su grupo a grabar discos en solitario y dejar que los fanes decidieran cuál de las tres integrantes era la más talentosa:
"Desafío a Tionne 'Voluble' Watkins (T-Boz) y a Rozonda 'Odiosa' Thomas (Chilli) para hacer un álbum titulado The Challenge (en español "El Desafío"), que será un conjunto de 3 CDs que incluirá los tres discos de nosotras como solistas. Cada (álbum) se deberá entregar a la disquera el 1 de octubre de 2000. También desafío al productor Austin 'El Manipulador' Dallas Austin para producir todo el material y que lo haga en una fracción de su velocidad normal. Y además pensando en esto, creo que seguramente a LaFace no le importaría darle un premio a la ganadora de $ 1.5 millones de dólares".
Las chicas finalmente resolvieron la disputa, y el desafío nunca fue hecho. Después de la finalización con éxito de su gira FanMail, las chicas tomaron cada una un tiempo libre para perseguir intereses personales. Lopes fue la primera en iniciar la grabación un álbum en solitario, llamado "Supernova". En el 2000, la Spice Girl Melanie C lanzó un sencillo coescrito con Lopes en el Reino Unido y Europa, llamada "Never Be the Same Again", que se convirtió en un éxito llegando al número 1 en muchos países.

### 3D y la muerte de Left Eye (2001-2004)
Antes de la grabación de su cuarto álbum, 3D, Lopes quería retirarse del grupo para ver si podían duplicar su éxito anterior sin sus contribuciones. Lopes comenzó a lanzarse como solista y grabó su primer álbum "Supernova", este solo fue lanzado en el Reino Unido y otros países pero nunca en Estados Unidos. Antes de terminar su segundo álbum como solista, Lopes murió en un accidente automovilístico durante el rodaje de un documental en Honduras, que más tarde sería lanzado como "Los últimos días de Left Eye (The Last Days of Left Eye)" en 2007 por VH1.
Luego de regresar de otra pausa en el grupo después de la muerte de Lopes; Watkins, Thomas y Austin decidieron terminar el resto del cuarto álbum grupal, que llevaría como nombre 3D, que también contó con la producción de Rodney Jerkins, The Neptunes, Raphael Saadiq, Missy Elliott y Timbaland . Otra de las decisiones que también se tomó fue que TLC se retiraría después de la publicación y promoción del álbum 3D, en lugar de reemplazar a Lopes y continuar. Lopes ya había grabado su voz para cuatro canciones del disco, y el resto fueron realizadas por las integrantes del grupo. También fueron tomados varios raps del álbum debut de Lopes "Supernova" para ser incluidos en canciones grabadas después de la muerte de Left Eye.
El primer sencillo de 3D fue "Girl Talk", en el vídeo aparecen solamente Watkins y Thomas (debido a la muerte de Left Eye), Lopes aparece también pero como un dibujo animado. El segundo sencillo fue "Hands Up", y ahora aparecen solamente Watkins y Thomas, este fue grabado en un club nocturno y durante el video aparece ocasionalmente el símbolo de Left Eye para hacer su presencia. El álbum vendió 2 millones de copias en su primer año de lanzamiento, y "Girl Talk" fue el único sencillo del álbum que alcanzó posición (la cual fue 28) en el Top 40 de los Estados Unidos, "Hands Up" nunca llegó a las listas, y un tercer sencillo, "Damaged ", alcanzó el número 53. Sin embargo, los sencillos disfrutaron de un poco más de éxito en Europa y Asia. 3D llegó a vender casi 2 millones de copias en los Estados Unidos solamente.
En junio de 2003, en Zootopia, un concierto anual organizado por la estación de radio de Nueva York Z100 que se dio en el Giants Stadium, TLC apareció y anunció que sería su última interpretación como grupo en público. El grupo, presentado por Carson Daly, mostró un videomontaje dedicado a Left Eye, y pasaron a interpretar canciones con secuencias de vídeo en los que aparecían Lopes, vistiendo la misma ropa que en los videos. TLC canto para 60.000 fanes.
Su quinto álbum de estudio autotitulado, se lanzó el 30 de junio de 2017. Cuenta con colaboraciones de artistas como Dallas Austin y Kandi Burruss. El primer sencillo del álbum, "Way Back", con Snoop Dogg, fue lanzado el 14 de abril en todas las principales tiendas de música digital y servicios de transmisión, pero tuvo difusión radial. El sencillo fue producido por D'Mile y lanzado a través de la etiqueta independiente recién formada de TLC, 852 Musiq, que se distribuye a través de RED Distribution en los Estados Unidos.
En la actualidad el grupo no ha vuelto a lanzar un nuevo álbum de estudio desde el 2017.

## Discografía
- 1992: Ooooooohhh... On the TLC Tip
- 1994: CrazySexyCool
- 1999: FanMail
- 2002: 3D
- 2017: TLC

## Giras musicales
Como artistas principales
- FanMail Tour (1999–2000)
- 2016 Tour (2016)
- I Love the 90s: The Party Continues Tour (2017)
- Whole Lotta Hits Tour (2019) (co-liderado con Nelly)
- CrazySexyCool Tour (2021)

Como artistas invitadas
- The Main Event (2015) (co-liderado con New Kids on the Block)